# Oliver Vaquer
Oliver Vaquer (* 20. Jahrhundert in New York City)  ist ein US-amerikanischer Filmschauspieler und Synchronsprecher.

## Leben
Oliver Vaquer wuchs in New York City auf und wurde an der Tisch School of the Arts zum Schauspieler ausgebildet. Vaquer begann seine Karriere 1998 mit Nebenrollen in verschiedenen TV-Serien. Ab 2005 kam die Synchronisation von Computerspielen und TV-Serien hinzu. Später hatte er noch weitere Nebenrollen in verschiedenen Serien. So spielte er ab 2015 „Professor Blake“ in der Dramedy-Serie Jane the Virgin oder ab 2017 „Dr. Metcalf“ in der Serie Story of Andi.

## Filmografie (Auswahl)
- 1998: Ghost Stories (Fernsehserie, eine Folge)
- 1999: Sex and the City (Fernsehserie, eine Folge)
- 2012: Dexter (Fernsehserie, eine Folge)
- 2015–2016: Jane the Virgin (Fernsehserie, 5 Folgen)
- 2017: Lopez (Fernsehserie, 2 Folgen)
- 2017–2018: Story of Andi (Fernsehserie, 3 Folgen)
- 2018–2019: Screechers Wild! (Zeichentrickserie, Stimme, 25 Folgen)
- 2020: Reality Sets In (Fernsehserie, 5 Folgen)
- 2022: Rise of the Teenage Mutant Ninja Turtles: The Movie (Stimme)

## Videospiele (Auswahl)
- 2005: Grand Theft Auto: Liberty City Stories: DJ Boy Sanchez
- 2005: The Warriors: Dealer
- 2013: BioShock Infinite: Robert Lutece
- 2016: Star Wars: The Old Republic: Div. Stimmen
- 2017: Halo Wars 2: Div. Stimmen